# Tribolonotus blanchardi
Tribolonotus blanchardi là một loài thằn lằn trong họ Scincidae. Loài này được Burt mô tả khoa học đầu tiên năm 1930.